# Reservatório do Mocó
O Reservatório do Mocó ou Caixa d’Água de Manaus, é um reservatório brasileiro localizado na cidade de Manaus, capital do estado do Amazonas. Inaugurado em 1899 para o fornecimento regular de água na época para toda cidade, permanece em operação até os dias atuais abastecendo alguns bairros do município. 
Pertence à empresa local de fornecimento de água, sendo um monumento de estilo neorrenascentista tombado pelo IPHAN como Patrimônio Histórico Nacional, composto com o interior de ferro fundido e ornamentado, encoberto por uma estrutura externa de alvenaria contendo sete arcos térreos e sete edículas com formatos semelhantes a janela no segundo pavilhão, ambos em todas suas faces.

## História

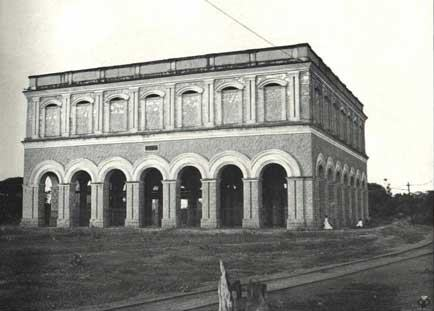
Reservatório do Mocó em 1901.

No auge do ciclo da exploração da borracha na região amazônica, a cidade de Manaus em meados da década de 1890, passava por um período histórico de urbanização e crescimento demográfico, visto que o então antigo reservatório d'água na época já não suportava mais o avanço urbano da cidade e a situação dos mananciais também era caótica na ocasião, tanto que a questão fora levantada naquele período devido a sua insalubridade, o fornecimento de água estava em um estado deficitário forçando a criação de um novo reservatório no período do governo de Eduardo Ribeiro, tendo o projeto inicial feito através de um edital publicado por decreto do estado, em que no mesmo foi descrito uma taxação sobre a água consumida, publicada um ano mais tarde no diário oficial na gestão do então governador Fileto Pires Ferreira, o reservatório teve sua construção alicerçada no antigo bairro da Vila Municipal (hoje divisa com os bairros Nossa Senhora das Graças com Adrianópolis, ambos em Manaus), próximo a um pequeno curso d’água que na época era apelidado de igarapé do mocó (nome conservado ao contemporâneo monumento), fundamentado para distribuição regular de água na época para toda cidade, o reservatório foi construído para suprir as deficiências da então represa da usina hidrelétrica de Cachoeira Grande em Manaus, tendo suas tubulações interligadas em conjunto para o uso propósito de fornecimento da água, o projeto teve suas bases lançadas pelo engenheiro Frank Hirst Hebblethwaite em conjunto com o engenheiro Henrique Eduardo Weaver que o então na época o recebera uma quantia de 4.750 libras do estado, para a interligação das tubulações junto com as do reservatório da usina hidrelétrica, sua inauguração ocorreu durante a gestão do governador José Cardoso Ramalho Júnior, no dia 23 de setembro de 1899.

### Patrimônio Histórico Nacional
O reservatório foi tombado como Patrimônio Histórico Brasileiro no dia 24 de abril de 1985, partilhando em conjunto com o Teatro Amazonas, Mercado Adolpho Lisboa e o Centro Histórico, como locais históricos de Manaus. Em 1998 foi restaurado pelo Governo do Estado do Amazonas.